# Лесли (Арканзас)
Лесли (енгл. Leslie) град је у америчкој савезној држави Арканзас.

## Демографија
По попису из 2010. године број становника је 441, што је 41 (-8,5%) становника мање него 2000. године.
| Група             | 2000.       | 2010.       |
| Белци             | 473 (98,1%) | 420 (95,2%) |
| Афроамериканци    | 0 (0,0%)    | 0 (0,0%)    |
| Азијати           | 0 (0,0%)    | 0 (0,0%)    |
| Хиспаноамериканци | 6 (1,2%)    | 9 (2,0%)    |
| Укупно            | 482         | 441         |